# Johann Sigurjonsson
Jóhann Sigurjónsson (ur. 19 czerwca 1880 w Laxymýri na Islandii, zm. 31 sierpnia 1919 w Kopenhadze) – islandzki dramatopisarz i poeta, piszący zarówno po islandzku, jak i po duńsku. 

## Życie
Jóhann Sigurjónsson był synem islandzkiego farmera. W 1899 wyjechał do Danii, gdzie studiował na kopenhaskim Królewskim Duńskim Uniwersytecie Weterynaryjnym i Rolniczym. W 1902 porzucił studia, by oddać się literaturze. W tym okresie zapoznał się ze znanym duńskim pisarzem Georgiem Brandesem oraz filozofem Fryderykiem Nietzsche, co wywarło poważny wpływ na jego późniejszą twórczość. Zmarł na gruźlicę w stolicy Danii w wieku zaledwie 39 lat. 

## Twórczość
Za najlepszą sztukę napisaną przez artystę uważana jest Fjalla-Eyvindur (po duńsku – Bjærg-Ejvind og hans lustru), która była publikowana w 1911 i osnuta na motywach islandzkiego folkloru (w tym popularnego wymiaru kary – banicji). Grana była także w Niemczech, Skandynawii i Stanach Zjednoczonych, a na podstawie sztuki wyreżyserowano film The Outlaw and His Wife (reżyseria Victor Sjöström).
Artysta, w 1915, napisał również popularną na wyspie sztukę Galdra-Loftur. Była ona oparta na motywach faustowskich i na filozofii Nietzschego i opowiadała dzieje młodego czarnoksiężnika Luftura, którego moc rośnie wraz z odbieraniem życia innym osobom. Sztuka ta zainspirowała m.in. współczesnego islandzkiego pisarza kryminałów Árniego Thórarinssona – w powieści kryminalnej Sztuka grzechu (2006), akcja osnuta jest wokół realizacji przedstawienia Galdra-Loftura w jednej z prowincjonalnych islandzkich szkół.

## Dzieła (po duńsku)
- Dr Rung (1904)
- Bóndinn á Hrauni (1908)
- Bjærg-Eyvind och hans hustru (1911), Bjærg-Eyvind i jego żona
- Galdra-Loftur (1915)
- Ønsket (1915), Życzenie
- Ritsafn
- Fjalla Eyvindur
- Løgneren (1917), Kłamcy
- Smaadigte (1920)